# Džore Držić
Džore Držić (ur. 6 lutego 1461 w Dubrowniku, zm. 26 września 1501 tamże) – chorwacki poeta.
Studiował prawo we Włoszech. Tworzył poezję miłosną opiewającą urodę wybranki i cierpienia nie odwzajemnionego uczucia. Jego twórczość pozostawała pod wpływem XV-wiecznej włoskiej liryki, jednak była pozbawiona charakterystycznej dla niej zmysłowości. Ważniejsze jego dzieła to Piesme Šiška Menčetića i Gjore Držića (wydane w 1870). Polskie tłumaczenia ukazały się w 1989 w antologii Dubrownicka poezja miłosna.